# Động đất El Calvario 2008
Động đất El Calvario 2008 (tiếng Tây Ban Nha: Terremoto de El Calvario de 2008) là trận động đất xảy ra vào lúc 14:20:43 (COT), ngày 24 tháng 5 năm 2008. Trận động đất có cường độ 5.9 richter, tâm chấn độ sâu khoảng 35 km. Hậu quả trận động đất đã làm 11 người chết, 4.181 người bị thương.